# Wojciech Łochowski

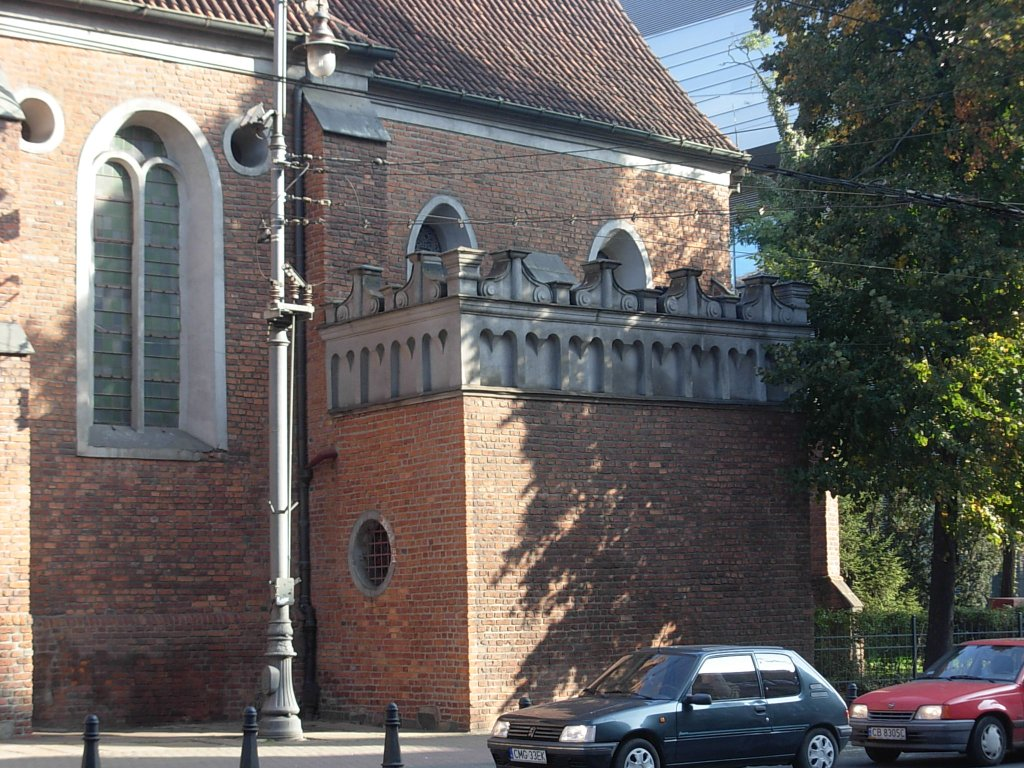
Istniejąca do dziś kaplica kapłańska w kościele Klarysek, ufundowana w 1646 r. przez Wojciecha Łochowskiego

Wojciech Łochowski (ur. ?, zm. 1651) – rajca miejski (1634–35), burmistrz (1636-37) i kronikarz miasta Bydgoszczy, kupiec.

## Życiorys
Wywodził się z zamożnej i zasiedziałej w Bydgoszczy rodziny kupców zbożowych, właścicieli kilku kamienic i spichlerza. Był synem Jana (zm. 1630) i jego żony Anny Parkuzzi ze zasymilowanej rodziny włoskiej. Nauki prawdopodobnie pobierał w gimnazjum gdańskim (1646). Posiadał własny księgozbiór, który później za sprawą jego syna, trafił do biblioteki jezuickiej i częściowo bernardyńskiej.
W latach 1634–1635 był rajcą miejskim, a w latach 1636–1637 piastował urząd burmistrza. Jako burmistrz przyczynił się do utworzenia w mieście oddziału zbrojnego, mającego zapewnić porządek i bezpieczeństwo mieszkańców. W 1638 r. przewodniczył kompletowi sędziowskiemu w procesie toczącym się przeciwko mieszczance Katarzynie Paprockiej oskarżonej o czary. Był fundatorem dzwonów, ornatów, sygnaturki i mosiężnej chrzcielnicy dla kościoła farnego pw. św. Marcina i Mikołaja oraz kaplicy kapłańskiej w kościele Klarysek (1646).
Wojciech Łochowski był autorem jedynej zachowanej kroniki miasta Bydgoszczy, doprowadzonej do 1637 r., a której rękopis znajduje się obecnie w Bibliotece Czartoryskich w Krakowie (Chronicon civitatis bidgostiensis, rkp. 1337; nadbitka kserograficzna znajduje się także w Archiwum Państwowym w Bydgoszczy). Oprócz łacińskiego opisu miasta i jego dziejów zawiera ona również odpisy dokumentów, streszczenia uchwał rady miejskiej i cechów, wykazy burmistrzów, rajców i ławników. Mimo różnych braków Kronika stanowi cenne źródło do poznania dziejów miasta i ówczesnej kultury mieszczańskiej.
Zmarł w 1651 r. w Bydgoszczy. W kościele farnym w Bydgoszczy znajdują się dwie tablice nagrobkowe Wojciecha Łochowskiego z 1651 r. Jedna, ufundowana przez jego rodzinę, wmurowana jest w ścianę południową prezbiterium, a druga ufundowana zapewne przez proboszcza, wmurowana została w ścianę zachodnią prawej nawy kościoła. Jego imię nosi jedna z ulic Bydgoszczy.
Jego syn, również z imienia Wojciech piastował urząd burmistrza Bydgoszczy w 1665 r., a w 1672 r. wchodził w skład rady miejskiej.
Wbrew wieloletnim przypuszczeniom postać ta nie miała nic wspólnego z Łochowem; przypuszcza się natomiast, że ród Łochowskich pochodził ze wsi Łachowo pod Szubinem.